# Neurogramme calomelanos
Neurogramme calomelanos là một loài thực vật có mạch trong họ Pteridaceae. Loài này được (L.) Diels mô tả khoa học đầu tiên năm 1899.